# Authier-Nord
Authier-Nord es un municipio canadiense situado en la provincia de Quebec.

## Superficie
Authier-Nord tiene una superficie de 278,05 km².

## Demografía
En 2021, tenía 288 habitantes, una densidad poblacional de 1 hab./km², y 159 viviendas.